# Shimmei Masamichi
Shimmei Masamichi (japanisch 新明 正道; geboren 24. Februar 1898 in Taipeh (Republik Taiwan); gestorben 20. August 1984) war ein japanischer Sozialwissenschaftler.

## Leben und Wirken
Shimmei Masamichi schloss 1921 sein Studium an der Abteilung für Politikwissenschaft der Juristischen Fakultät der Universität Tokio ab. Gefördert von  dem Politikwissenschaftler Yoshino Sakuzō wurde er Professor für Politikwissenschaft an der Kwansei-Gakuin-Universität, wo er auch Vorlesungen über Soziologie halten musste, was zu seinem Interesse an diesem Fach führte.
Seit Shimmei 1926 an die Universität Tōhoku wechselte, nahm er eine kritische Haltung zur formalen Soziologie ein, etablierte das Modell „Kōi renkan“ (行為連関) – „Beziehung zwischen Handlungen“ als Hauptkonzept und etablierte ein System der „Sōgō shakaigaku“ (総合社会学) „Synthetische Soziologie“. Seine Hauptveröffentlichungen sind „Shakai-gaku no kiso mondai“ (社会学の基礎問題) „Grundprobleme der Soziologie“ (1939) und „Shakai honshitsu-ron“ (社会本質論) – „Zum Wesen der Gesellschaft“ (1942). Insgesamt verfasste er mehr als vierzig Bücher.
Shimmei wirkte als Präsident der „Japanese Sociological Association“ (日本社会学会, Nihonshakai gakkai) und der „Japanese Society for the History of Sociology“ (日本社会学史学会, Nihon shakaigaku-shi gakka). Er leistete als hochangesehenes Mitglied der japanischen soziologischen Welt einen großen Beitrag zu ihrer Entwicklung. Er  war Mitglied der Japanischen Akademie der Wissenschaften, die Universität Tōhoku verabschiedete ihn als Meiyo Kyōju. Der Historiker Ienaga Saburō (家永 三郎; 1913–2002) war sein Adoptivsohn.